# 분고 수도

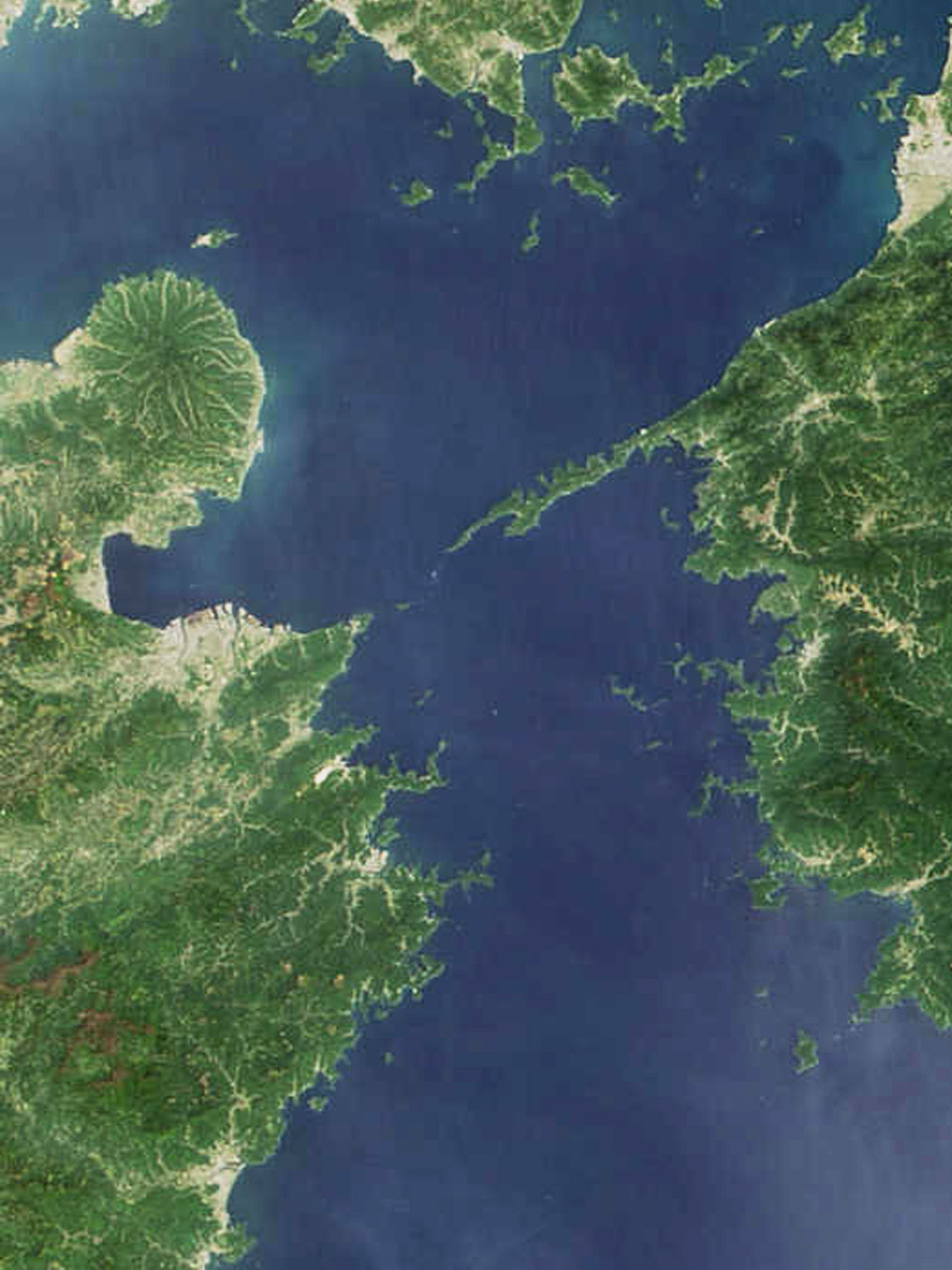
그림에서 가장 좁은 호요 해협 아랫 부분 해역이 분고 수도이다

분고 수도(일본어: 豊後水道)는 규슈 섬과 시코쿠 섬 사이의 해협으로 세토 내해와 필리핀해를 잇는다. 가장 좁은 곳은 호요 해협으로 그 폭은 14 km이다.